# Hong Kong Disneyland Hotel
Pour les articles homonymes, voir Disneyland Hotel (homonymie).
Le Hong Kong Disneyland Hotel est l'hôtel de luxe du complexe de Hong Kong Disneyland Resort. Il se situe au bout de la promenade construite par Disney sur l'île de Lantau en bordure de la baie de Hong Kong. L'hôtel compte 400 chambres et suites.

## Le thème
L'hôtel adopte l'architecture victorienne désormais chère à Disney. Il évoque les luxueux hôtels de la fin du XIXe siècle. Il reprend le thème du Disney's Grand Floridian Resort de Walt Disney World Resort et aussi le Disneyland Hotel de Disneyland Paris. Le thème est aussi assez proche des demeures et bâtiments construits à la même époque par les colons britanniques à Hong Kong.

## Les bâtiments
Le bâtiment adopte une forme adaptée à sa proximité du rivage mais il donne aussi sur le parc.
C'est à la base un U tourné vers la mer et abritant un jardin, dont les branches sont parallèles à la promenade. L'entrée de l'hôtel se fait côté parc par une esplanade constituée par le parking. Deux ailes prolongent la façade. Celle à l'est, légèrement incurvée, donne sur la Park Promenade et la piscine. Celle à l'ouest sert de centre de congrès et de zone de service pour l'hôtel.
D'après les plans du projet pour le parc, une aile supplémentaire pourrait être construite côté mer devant le centre de congrès. Elle prendrait une forme en L accroché à l'ouest du U pour créer un second jardin.

## Les services de l'hôtel

### Les chambres
- Park View est une chambre d'environ 30 m² avec vue sur le parc à thème pour 172 $
- Sea View est une chambre d'environ 30 m² avec vue sur l'océan pour 194 €
- Sea View Balcony est une chambre standard avec vue sur l'océan et avec un balcon pour 225 €
- Fantasia Rooms pour 247 €
- Kingdom Club pour 300 €
- Kingdom Suites pour 600 €

### Les restaurants et bars
- Crystal Lotus est un restaurant de spécialités chinoises proposant les quatre grandes variétés de cette cuisine (Sichuan, Pékin, Shanghai et Guangdong) dans un décor traditionnel respectant les cinq éléments (terre, air, bois, eau et feu)
- Enchanted Garden Restaurant est un restaurant plus occidental au décor victorien simulant un jardin intérieur et proposant un buffet de plats internationaux. Les personnages de Disney s'y montrent certains soirs.
- Kingdom Club est un restaurant-salon de thé pour le résident du Kingdom Club
- Grand Salon est un autre salon de thé et restaurant mais non réservé.
- Sorcerer's Lounge est une brasserie pour se reposer à proximité du hall.
- Sea Breeze Bar est le bar situé à l'extérieur pour la piscine mais aussi pour boire en terrasse.

### La boutique
Disney Shop propose des articles sur Disney, le parc et l’hotel, ainsi que des articles de premières nécessités.

### Les activités possibles
- Victorian Spa est une salle de sport avec une piscine
- Victorian Spa Hair & Beauty Salon est un salon de beauté et un coiffeur situé à côté du Spa.

### Le centre de congrès
Il est situé dans l'aile ouest de l'hôtel et propose une surface de 888 m² (valeur pour correspondre à un chiffre de chance dans la culture chinoise).

### Les mariages
Cet hôtel fait partie du programme Disney's Fairy Tale Weddings.